# Juigalpa
Juigalpa és una ciutat de Nicaragua que és cap del departament de Chontales des de l'any 1887. La seva activitat principal és la ramaderia, ocupa una extensió d'uns 726.75 km² i compta amb 20 comarques. Es troba a uns 139 km de la capital del país Managua. La ciutat de Juigalpa fou elevada al rang de Villa el 4 de febrer de 1862 i elevada al nivell de Ciutat el 27 de gener de 1879.
El 1935 l'extensió territorial del departament es va reduir amb la creació del departament de Boaco i després, en 1949, amb la separació del territori de l'avui departament de Río San Juan.

## Religió
En la seva majoria, la religió dominant és la catòlica i després la religió protestant (evangèlics, mormons i testimonis de Jehova).